# Argia iralai
Argia iralai là một loài chuồn chuồn kim trong họ Coenagrionidae.
Argia iralai được Calvert miêu tả khoa học năm 1909.